# Oropsyche howellae
Oropsyche howellae là một loài Trichoptera trong họ Hydropsychidae. Chúng phân bố ở miền Tân bắc.